# Martinsbrucker Straße
De Martinsbrucker Straße (B185) is een Oostenrijkse weg in de deelstaat Tirol. De weg is 7,62 kilometer lang en sluit op de grens met Zwitserland aan op de Hauptstrasse 27 richting St. Moritz. De weg is vernoemd naar het dorpje Martina (Duits: Martinsbruck) in de Zwitserse gemeente Tschlin, dat gelegen is tegen de grens met Oostenrijk aan, op de westelijke oever van de rivier de Inn, waar de Martinsbrucker Straße op de Hauptstrasse 27 uitkomt. De weg verbindt Nauders in Tirol met Martina in het Engadin. De weg loopt daarbij over de bergpas Norbertshöhe.

## Geschiedenis
De Martinsbrucker Reichsstraße tussen Martina en Nauders werd tussen 1870 en 1872 op kosten van de Oostenrijkse staat aangelegd.
De Martinsbrucker Straße behoort tot de voormalige rijkswegen, die vanaf 1921 als Bundesstraße werd aangeduid. Tot 1938 werd de Martinsbrucker Straße hierdoor met B77 aangeduid. Na de Anschluss werd de Martinsbrucker Straße tot 1945 als Reichsstraße 24b aangeduid. Tussen 1949 en 1971 werd de weg met B187 aangeduid; sinds 1971 heeft de weg zijn huidige naam en wegnummering.
B1 · 
B2 · 
B3 · 
B4 · 
B5 · 
B6 · 
B7 · 
B8 · 
B9 · 
B10 · 
B11 · 
B12 · 
B13 · 
B14 · 
B15 · 
B16 · 
B17 · 
B18 · 
B19 · 
B20 ·  
B21 · 
B22 · 
B23 · 
B24 · 
B25 · 
B26 · 
B27 · 
B28 · 
B29 · 
B30 · 
B31 · 
B32 · 
B33 · 
B34 · 
B35 · 
B36 · 
B37 · 
B38 · 
B39 · 
B40 · 
B41 · 
B42 · 
B43 · 
B44 · 
B45 · 
B46 · 
B47 · 
B48 · 
B49 · 
B50 · 
B51 · 
B52 · 
B53 · 
B54 · 
B55 · 
B56 · 
B57 · 
B58 · 
B59 · 
B60 · 
B61 · 
B62 · 
B63 · 
B64 · 
B65 · 
B66 · 
B67 · 
B68 · 
B69 · 
B70 · 
B71 · 
B72 · 
B73 · 
B74 · 
B75 · 
B76 · 
B77 · 
B78 · 
B79 · 
B80 · 
B81 · 
B82 · 
B83 · 
B84 · 
B85 · 
B86 · 
B87 · 
B88 · 
B89 · 
B90 · 
B91 · 
B92 · 
B93 · 
B94 · 
B95 · 
B96 · 
B97 · 
B98 · 
B99 · 
B100 · 
B105 · 
B106 · 
B107 · 
B108 · 
B109 · 
B110 · 
B111 · 
B113 · 
B114 · 
B115 · 
B116 · 
B117 · 
B119 · 
B120 · 
B121 · 
B122 · 
B123 · 
B124 · 
B125 · 
B126 · 
B127 · 
B129 · 
B130 · 
B131 · 
B132 · 
B133 · 
B134 · 
B135 · 
B136 · 
B137 · 
B138 · 
B139 · 
B140 · 
B141 · 
B142 · 
B143 · 
B144 · 
B145 · 
B146 · 
B147 · 
B148 · 
B149 · 
B150 · 
B151 · 
B152 · 
B153 · 
B154 · 
B155 · 
B156 · 
B158 · 
B159 · 
B160 · 
B161 · 
B162 · 
B163 · 
B164 · 
B165 · 
B166 · 
B167 · 
B168 · 
B169 · 
B170 · 
B171 · 
B172 · 
B173 · 
B174 · 
B175 · 
B176 · 
B177 · 
B178 · 
B179 · 
B180 · 
B181 · 
B182 · 
B183 · 
B184 · 
B185 · 
B186 · 
B187 · 
B188 · 
B189 · 
B190 · 
B191 · 
B192 · 
B193 · 
B197 · 
B198 · 
B199 · 
B200 · 
B201 · 
B202 · 
B203 · 
B204 · 
B205 · 
B209 · 
B210 · 
B211 · 
B212 · 
B213 · 
B214 · 
B215 · 
B216 · 
B217 · 
B218 · 
B219 · 
B220 · 
B221 · 
B222 · 
B223 · 
B224 · 
B225 · 
B226 · 
B227 · 
B228 · 
B229 · 
B230 · 
B303 · 
B305 · 
B309 · 
B310 · 
B311 · 
B316 · 
B317 · 
B319 · 
B320